# Wohnstallhaus
Als Wohnstallhaus bezeichnet man ein Gebäude, das zumindest die beiden Funktionen Wohnen und Stall vereint,. In der Regel ist dies also ein Bauernhaus, in dem der Bauer mit seiner Familie und seinem Vieh in zwei Funktionsbereichen unter einem Dach wohnt.
Ein Gebäude, das zusätzliche Funktionen, wie zum Beispiel Tenne, Scheune oder Bergeraum beherbergt, also eine konstruktive Einheit mit drei Funktionsbereichen bildet, nennt man Einhaus.

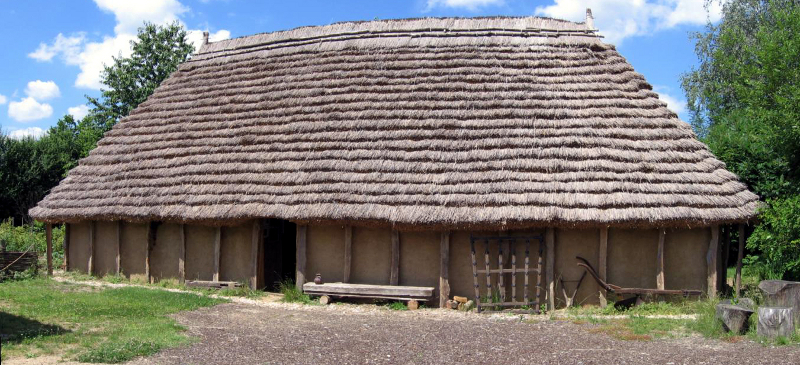
Rekonstruktionsversuch eines frühmittelalterlichen Wohnstallhauses (Alamannen-Museum Vörstetten)

## Beschreibung

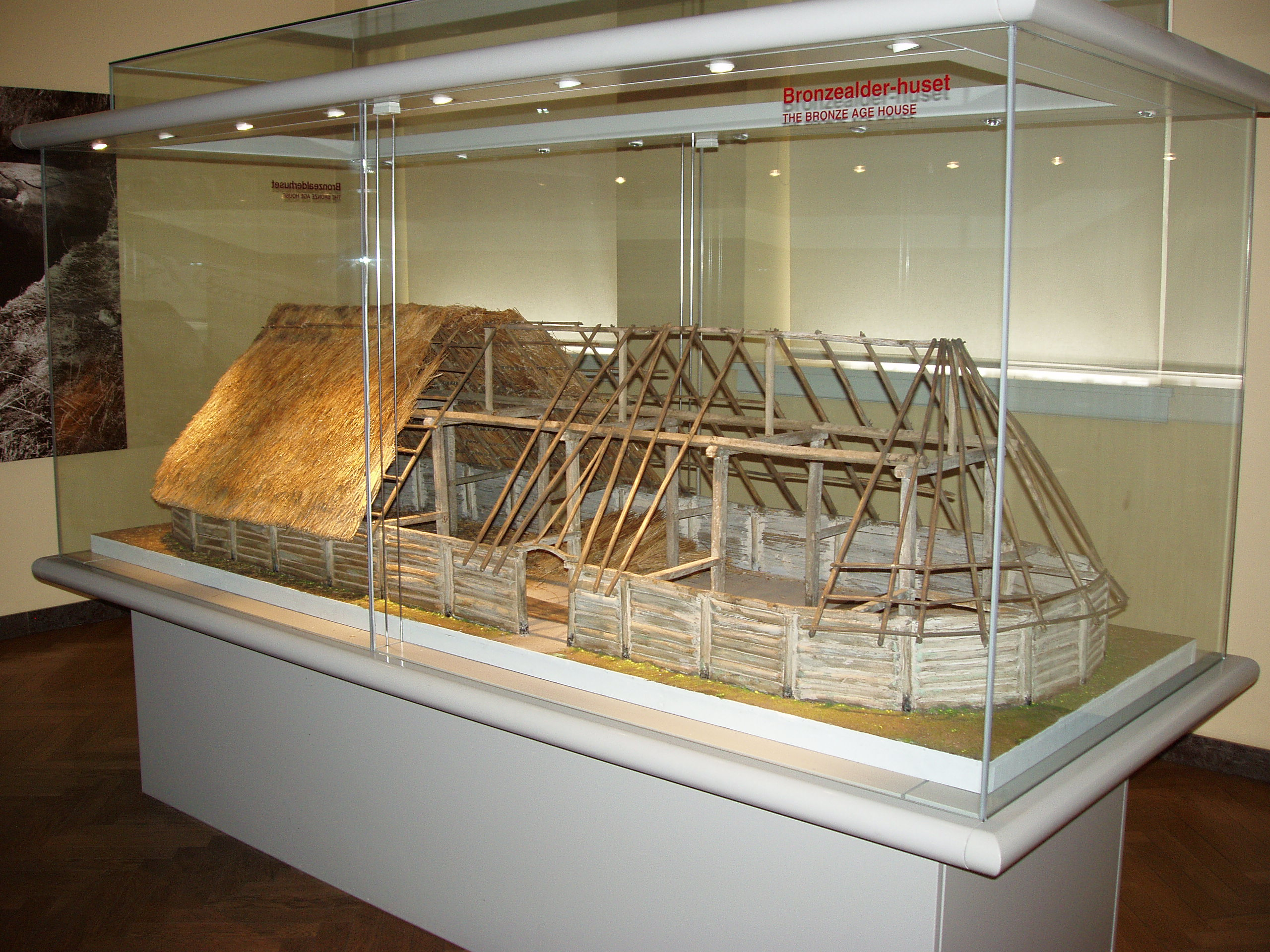
Rekonstruktionsversuch eines bronzezeitlichen Wohnstallhauses als Modell im Dänischen Nationalmuseum

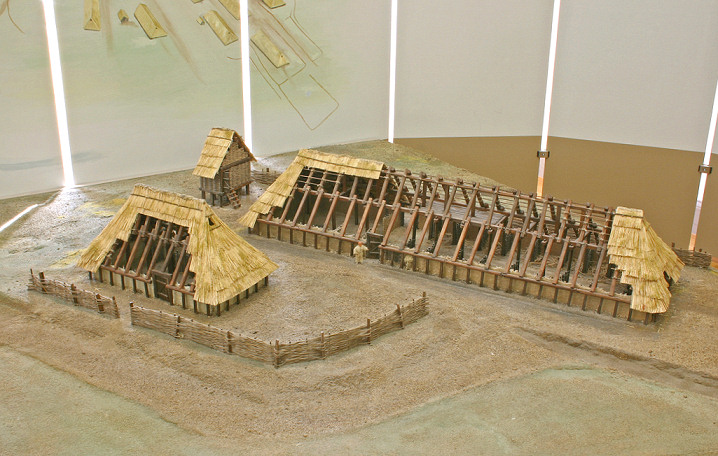
Rekonstruktion eines altsächsischen Gehöftes aus Feddersen Wierde, im Hintergrund das Langhaus, eine Eisenzeitliche Halle

In der einfachsten Form ist das Wohnstallhaus auf derselben Ebene organisiert. Weitere Möglichkeiten bietet eine vertikale Trennung, etwa in der Art, dass sich die Wohnräume über den Stallräumen befinden.
Diese Wohnform war früher bei den Bauern in Europa, besonders in kalten Regionen, weit verbreitet. Der Vorteil mit dem Vieh unter einem Dach zu leben, war ihre Nutzung als zusätzliche Wärmequelle und eine leichter Kontrolle der Tiere bei Störungen. Der Stallgeruch gehörte damals zum Alltag der Bauern.
Umgekehrt könnte sich das Zusammenleben auch positiv auf die Gesundheit der Tiere ausgewirkt haben. Ein persönlicher Bezug zu den Tieren könnte bei der Selbstverständlichkeit des Zusammenlebens mit diesen ebenfalls eine Rolle gespielt haben, d. h. die Übergänge zwischen Haustier (z. B. Hund) und Nutztier (z. B. Rind) waren fließender, als es heutzutage der Fall ist.
Ebenso denkbar ist, zumindest in nördlicheren Breiten, dass im Winter das Vieh bei Schneefall so leichter erreichbar und kontrollierbar war.
Eine weitere Rolle könnte der Schutz vor Viehdiebstahl gespielt haben. Mit der Milch der Tiere als bedeutsamem Teil der Lebensgrundlage wollte man die Wahrscheinlichkeit des Verlustes so weit wie möglich reduzieren.

### Deutschland
Seit der Eisenzeit verbreitete sich in der norddeutschen Tiefebene ein aus den Wohnstallbauten der Bronzezeit entwickeltes Langhaus mit Wohnteil und angrenzenden Viehboxen. Durch das Aufstallen immer größerer Viehbestände wurden die Bauten immer länger. Solche eisenzeitlichen Langhäuser hat man erstmals in großer Anzahl auf der Wurt Feddersen Wierde bei Bremerhaven ausgegraben. Inzwischen lässt sich dieser Haustyp von Holland bis nach Sydjylland nachweisen (Bauweise siehe Pfostenhaus).
Aus ihm hat sich das Hallenhaus, volkstümlich als Niedersachsenhaus bezeichnet, entwickelt. Dieses ist in der norddeutschen Tiefebene von den Niederlanden bis in die Danziger Bucht und mit der südlichen Grenzlinie der Mittelgebirge verbreitet. Wohn- und Stall-/Scheunenbereiche liegen in langgestreckten Gebäuden nebeneinander unter einem Dach.
Eine weitere Grundform norddeutscher Wohnstallhäuser ist das Altfriesische Bauernhaus, das in Westfriesland entstand und sich zum Gulfhaus weiterentwickelte. Dieses ist auffallend breit und hat weit heruntergezogene Dächer. Diesen Bautypus brachten im 17. Jahrhundert westfriesische Einwanderer in die Elbmarschen (Barghaus) und nach Nordfriesland, wo diese teils großzügig dimensionierten Wohnstallhäuser Haubarge genannt werden. Bei den Barghäusern stehen Wohn- und Stallbereiche teils quer zueinander, die Haubarge sind Ständerbauten mit hohen Reetdächern, die Stürmen und Sturmfluten standhalten müssen.
Der dritte Typus ist das aus Jütland stammende quergeteilte Geesthardenhaus (auch Schleswiger Haus) mit Querdiele sowie seine Sonderform des uthlandfriesischen Hauses oder Friesenhauses.
Südlich schließt sich das Ernhaus an, welches ebenfalls als Wohnstallhaus vorkommt und in vielen Unterarten vom Rhein bis jenseits der Weichsel Verbreitung fand. Schon früh hat es bei diesem Typ aber auch Varianten mit einer Trennung der Funktion gegeben, so dass bei diesen Bautypen der Stall und die Scheune als eigene Gebäude ausgegliedert wurden oder gar nie Bestandteil des Wohnhauses geworden waren.
Zweistöckige Wohnstallhäuser mit gemauertem Erdgeschoss kamen im Nordosten Baden-Württembergs im 15. Jahrhundert auf. Sie werden als „Pfarrer-Mayer-Häuser“ bezeichnet. Sie verfügen über einen Stall im Erdgeschoss, Küche und Wohnräume im Obergeschoss und den Heuboden unter dem Dach.
Bayerische Bauernhäuser sind oft Flachsatteldachbauten mit Blockbau-Obergeschossen, umlaufenden Lauben und verschalten Giebeln im vorderen Wohnbereich.
Das Schwarzwaldhaus ist oft ganz aus Holz oder verfügt über ein gemauertes Erd- und hölzernes Obergeschoss. Typischerweise stehen diese Häuser in Hanglagen. Das weit vorkragende und an den Seiten tief heruntergezogene Dach ruht auf Firstsäulen und wurde je nach Gegebenheit mit Holzschindeln (meist in Hochlagen) oder Stroh (in Tallagen) gedeckt.  Die allseitig geneigten Dachflächen des Krüppelwalmdachs verringern die Angriffsfläche für Windlasten und verbessern deren Abtragung.
Beispiele an Wohnstallhäusern

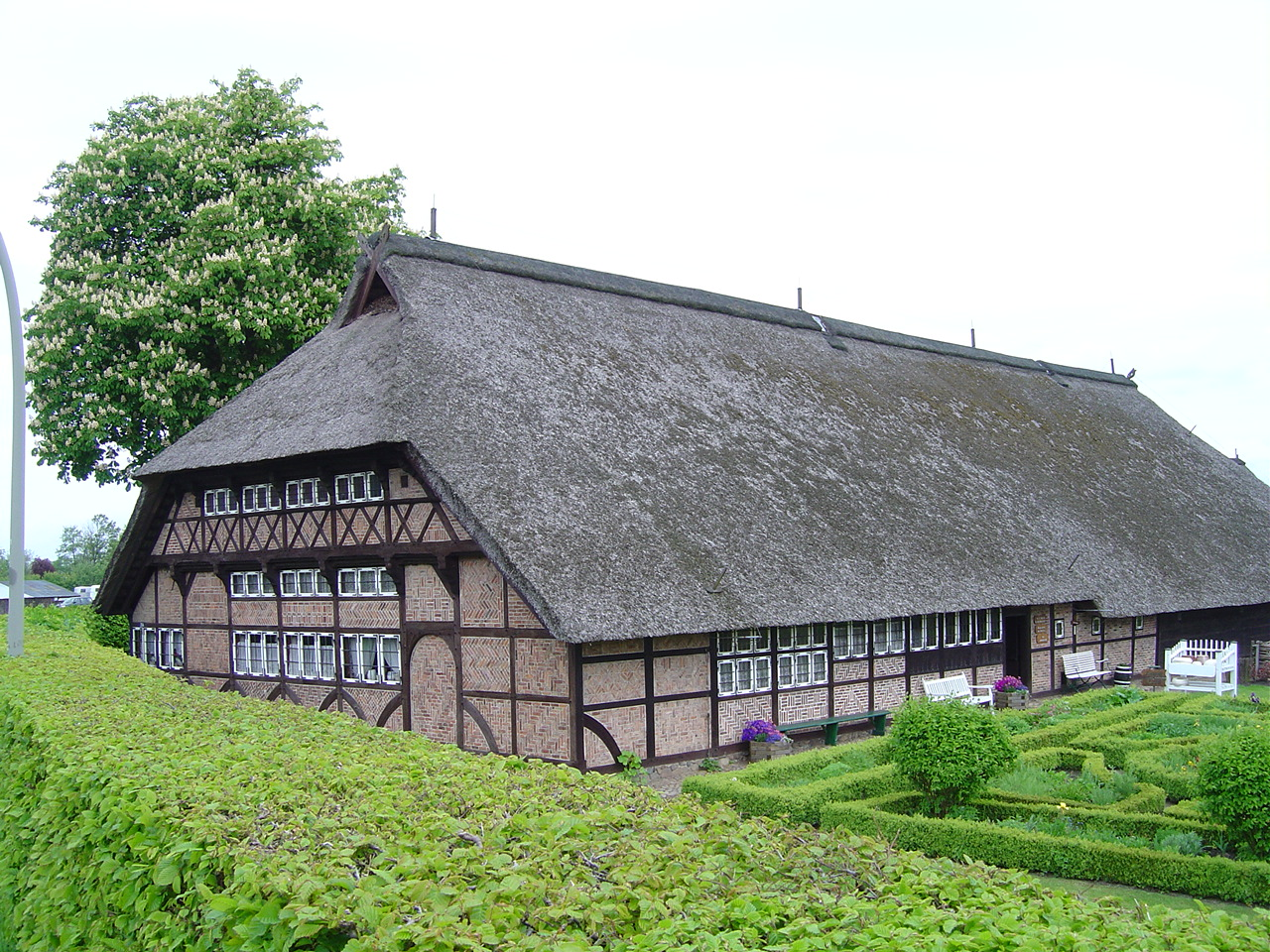
Ein Hallenhaus von 1533 ist das Rieckhaus in Hamburg-Curslack
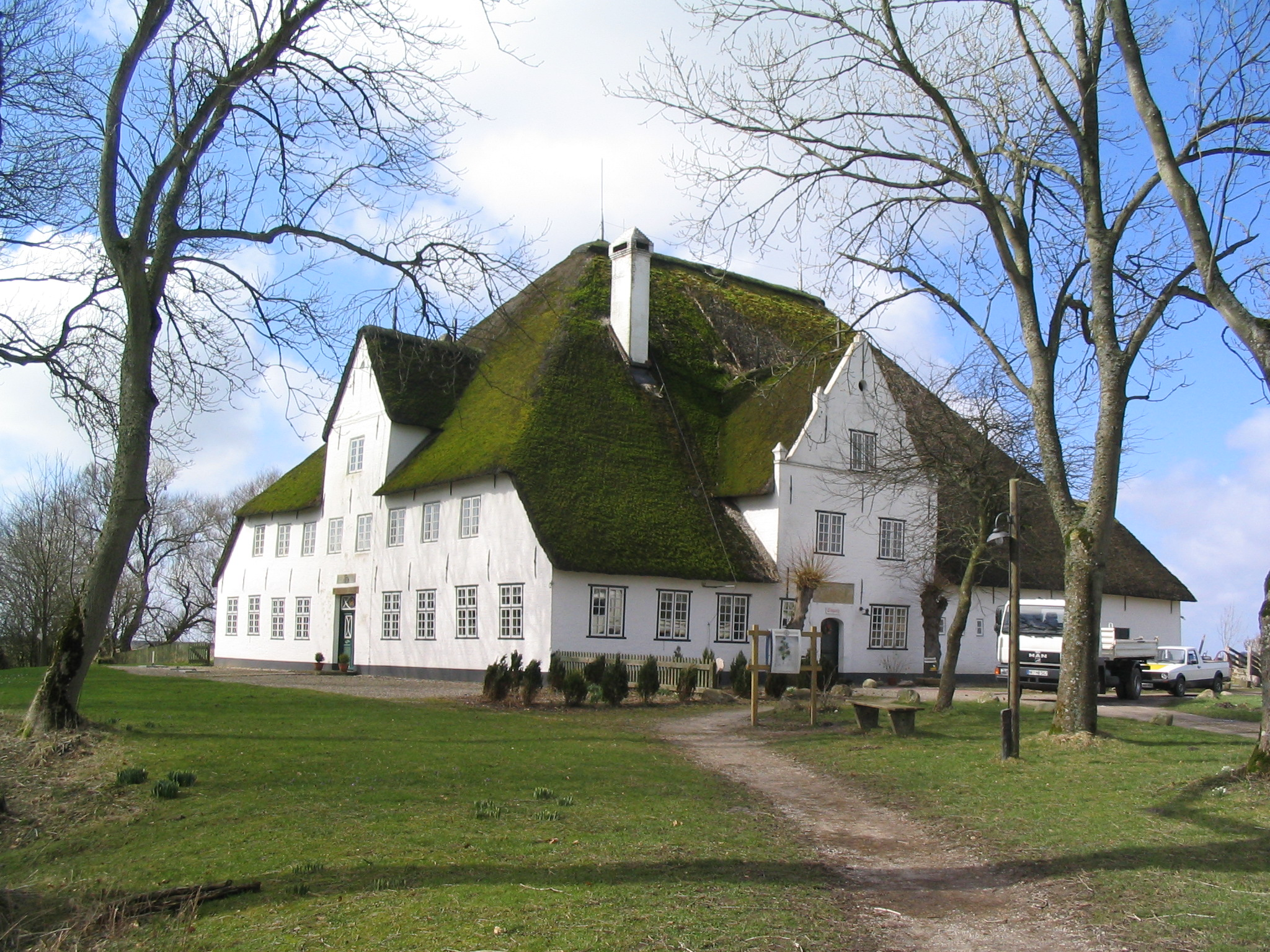
„Roter Haubarg“ in Nordfriesland (um 1650)
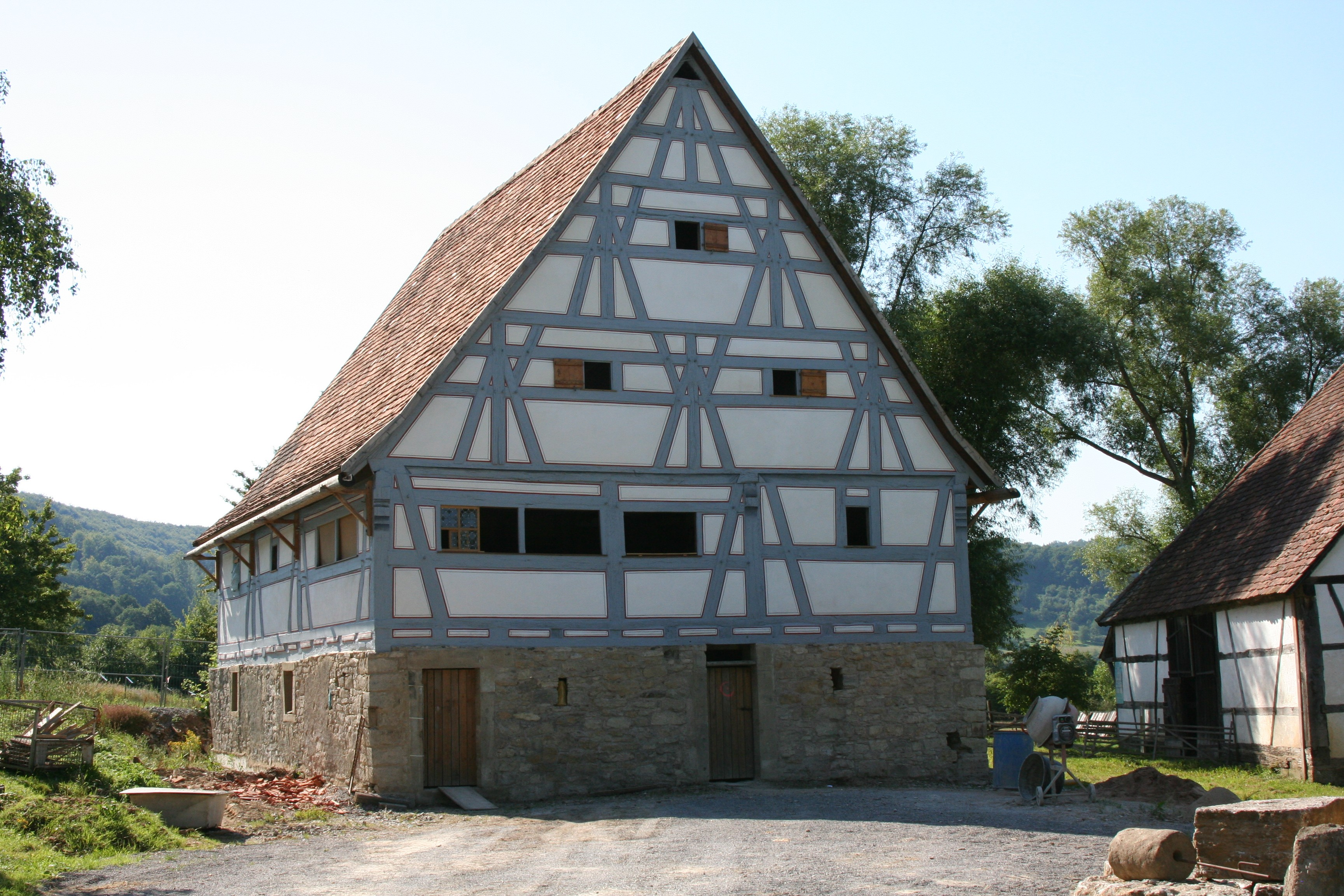
Ein „Pfarrer-Mayer-Haus“ von 1551 in Zaisenhausen
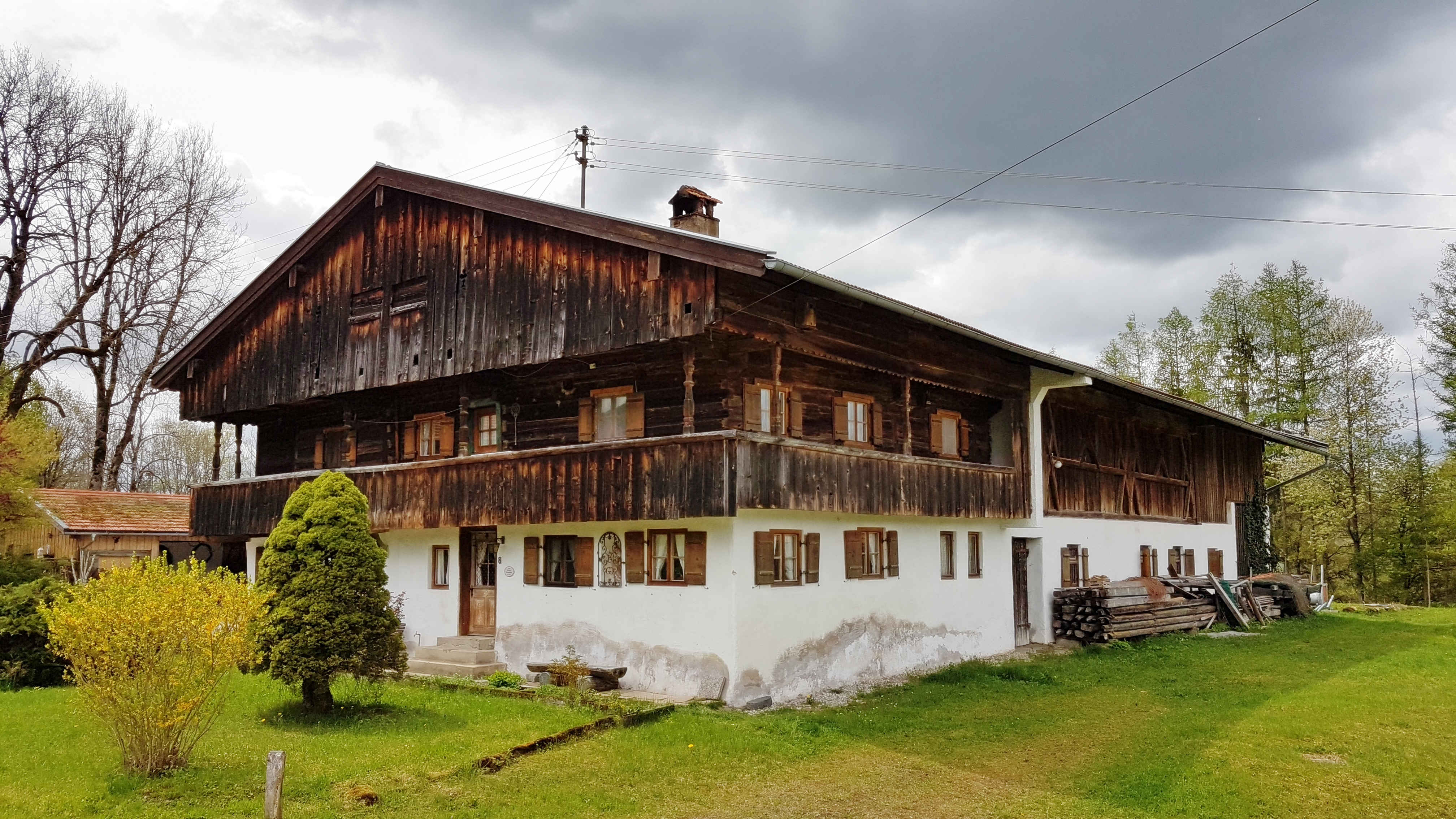
Bayerisches Bauernhaus (um 1650) in Bad Heilbrunn (Bauernhaus Kiensee 8)

### Schweiz

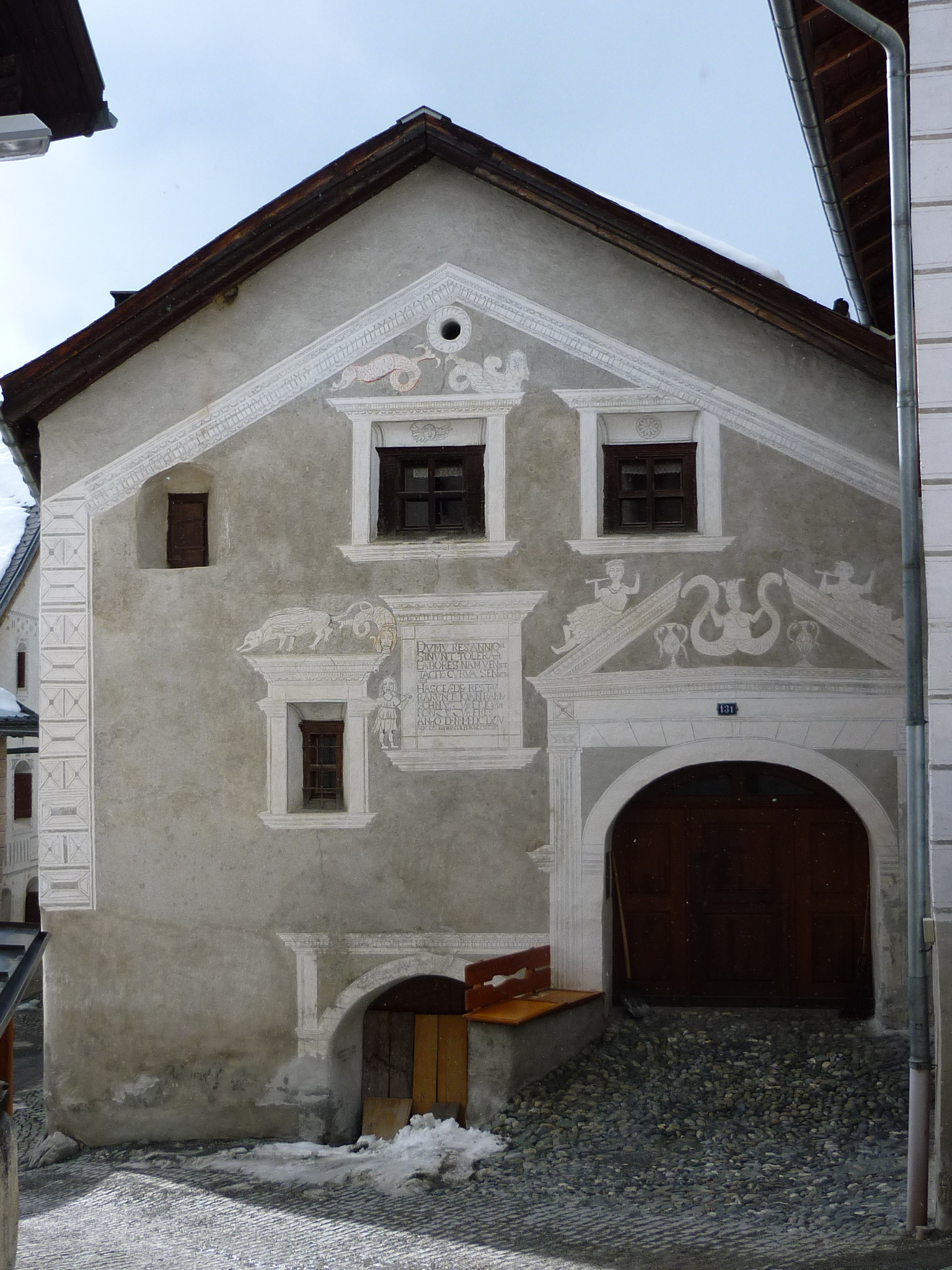
Engadinerhaus in Ardez

Das seit dem 15./16. Jahrhundert vor allem im Engadin entstandene Engadinerhaus ist ein typisches Wohnstallhaus. Es ist ein massiver Steinbau, meist mit einem Holzkern, der aus einem hintereinanderliegenden Wohn- und Wirtschaftsteil unter einem einzigen breiten Satteldach besteht. Wohn- und Wirtschaftsteil erstrecken sich über drei Stockwerke mit je einem Tor für das Unter- und Erdgeschoss. Im Untergeschoss ist der Stallhof (Cuort) als Zugang zu Stall und Kellerräumen. Im vorderen Teil des Erdgeschosses befindet sich der Vorraum (Sulèr, pietan) zum Wohnteil, Stube, Küche, Vorratskammer und im hinteren Teil die Scheune für das Heu. Mit dem Heukarren (tragliun) kann man nur durch das obere Tor und den Sulèr in die Scheune gelangen. Im Obergeschoss (Palatschin) sind die Schlafräume. In der Stube befindet sich der einzige Ofen, mit dem von der Küche aus der Wohnteil geheizt wird. Während die Aufteilung der Räume und die Positionen der Fenster und Erker (Blick auf den Brunnenplatz) vor allem praktischen Gesichtspunkten gehorchen, wurden die Fassaden der Engadinerhäuser oft mit Malereien und Sgraffiti reich gestaltet.
Die Engadinerhäuser bestimmen seit Jahrhunderten das Ortsbild der Engadinerdörfer Ardez, Guarda, Zuoz, La Punt usw., wo sie um einen gemeinsamen Brunnen gruppiert sind und ein Dorfquartier als romanische genossenschaftliche Dorf- und Wirtschaftsorganisation bilden.

### Britische Inseln
Auch in England hat es einen ganz ähnlichen Haustyp gegeben, von dem sich Reste im Südwesten erhalten haben. Etwa in den Longhouse-Varianten von Dartmoor in Cornwall oder in Wales. In Irland gibt es ähnliche byre-dwellings, allerdings scheint sich hier die Feuerstelle an eine Giebelwand gelehnt zu haben. Im nordwestlichen England wird dieser Typ in der Landschaft Cumbria ebenso beschrieben.

### Arabien
Die alten „Hochhäuser“ in Süd- und Südwestarabien gehören ebenfalls zu der vertikal organisierten Gruppe. Die bekanntesten Beispiele befinden sich in den jemenitischen Städten Sana'a und Schibam. Weitere Bauten findet man noch im Saudischen Asir und zumindest in historischer Zeit wohl auch im gesamten Hedschas.

## Abgrenzung
Die in der ganzen Welt verbreiteten verschiedenen Formen der Hofhäuser mit ihren jeweiligen Varianten gehören nicht dazu, da sich beide Funktionen dort nicht unter derselben Dachkonstruktionen befinden, sondern oft konstruktiv weitgehend selbständige Einheiten bilden die lediglich dieselbe das ganze Grundstück umfassende Außenmauer nutzten (z. B. Atriumhaus, Patiohaus u. a.).
Im ostasiatischen Raum weit verbreitet sind Stelzenhäuser. Bei vielen dieser Hausformen werden Haustiere traditionell zwischen den Stelzen unter den Häusern gehalten. Selbst wenn diese zu immer festeren Bestandteilen wurden, so werden diese Ställe in der Regel als Anbauten betrachtet und die Häuser daher nicht als Wohnstallhäuser bezeichnet.